# 부산울산고속도로 (기업)
부산울산고속도로(釜山蔚山高速道路, Busan Ulsan Expressway)는 동해고속도로의 부산기점 ~ 울산 분기점 (부산울산고속도로) 구간을 건설하고 휴게소와 같은 제반 시설의 관리·운영하는 대한민국의 기업이다. 고속도로의 소유권은 대한민국 정부가 가지고 관리운영권을 30년간 보장받았다. 총연장 47.17 km 구간과 울산고속도로의 본선요금소인 울산 요금소를 관리하고 있다.

## 역사
- 2001년 11월: 동해고속도로 부산기점 ~ 울산 분기점 (부산울산고속도로) 구간 착공
- 2006년 5월 4일: 회사 설립
- 2008년 12월 29일: 동해고속도로 부산기점 ~ 울산 분기점 (부산울산고속도로) 구간 준공 및 운영 개시
- 2016년 4월 1일: 동부산 나들목 신설 개통[1]
- 2017년 12월 28일: 기장 분기점 개통

## 같이 보기
- 동해고속도로